# La famiglia Bélier
La famiglia Bélier (La Famille Bélier) è un film del 2014 diretto da Éric Lartigau.
Ha vinto il premio Salamandre d'or (Premio del pubblico) al Sarlat Film Festival nel novembre 2014.

## Trama
Rodolphe Bélier, sua moglie Gigi e il loro figlio minore Quentin sono tutti privi dell'udito e della parola, mentre la sedicenne Paula, la loro figlia maggiore, dotata sia dell'udito sia della parola, comunica con la famiglia mediante la lingua dei segni e rappresenta per essa un'indispensabile interprete. I Bélier sono agricoltori e vivono vicino a Lassay-les-Châteaux in Mayenne, nell'ovest della Francia. Paula aiuta i genitori nelle stalle e nella vita quotidiana, quando si tratta di rispondere al telefono per trattare con il referente in banca o per tradurre un consulto con il medico, e interagisce con i clienti al mercato cittadino, dove ogni domenica i Bélier vendono formaggio. Come attività curricolare, Paula sceglie il corso di canto perché vi si è iscritto Gabriel, un compagno di scuola che le piace.
Thomasson, l'insegnante di canto, riconosce subito il talento latente di Paula, che va coltivato, e le propone di cantare in duetto insieme a Gabriel alla recita di fine anno. Gabriel va a casa di Paula per provare Je vais t'aimer, la canzone di Michel Sardou che dovranno eseguire insieme, ma mentre ballano abbracciati, come ha consigliato l'insegnante, lei ha il menarca. Gabriel lo racconta a scuola e il mattino dopo le compagne la prendono in giro, così Paula lo schiaffeggia durante la lezione di canto.
Per Paula è in serbo però un'altra sorpresa: Thomasson vuole che partecipi alle selezioni dei talenti di Radio France a Parigi: se vince potrà trasferirsi a studiare nella capitale. Paula non ha il coraggio di dirlo ai genitori, anche perché nel frattempo il padre decide di candidarsi alle elezioni in opposizione al sindaco uscente Lapidus. Paula ha al contempo paura per la reazione dei suoi genitori, è angosciata dai dubbi sulla propria vocazione musicale e condizionata dal senso del dovere verso la sua famiglia. Tuttavia, quando confessa la verità ai propri genitori, essi prendono come un tradimento il fatto che lei voglia trasferirsi a studiare a Parigi.
Tutto sembra rivoltarsi contro Paula, finché un giorno alla mensa scolastica Gabriel, che aveva rinunciato al duetto per la recita, invita Paula a tornare a scuola di canto. La recita di fine anno è un trionfo, i genitori di Paula, anche se non sentono la musica, si accorgono che gli altri spettatori sono tutti commossi quando i due cantano insieme la loro canzone.
Nel corso di una nottata insonne, il padre ci ripensa. Al mattino presto sveglia Paula, e tutta la famiglia parte per Parigi, giungendo alla Maison de Radio France appena in tempo per l'audizione. Arrivano precipitosamente anche Gabriel e il maestro di canto Thomasson, che riesce ad accompagnare Paula al piano mentre canta Je vole di Michel Sardou, una canzone che parla di un ragazzo che lascia la casa dei genitori per seguire la propria strada. Mentre canta, Paula riproduce i testi con la lingua dei segni per la sua famiglia, seduta in platea. I genitori, commossi, accettano quindi la partenza della figlia e ringraziano il maestro di musica. Nei titoli di coda si vede che il padre è riuscito a diventare sindaco, Thomasson si è sposato con la professoressa di spagnolo, Mathilde e Quentin hanno una relazione e Gabriel ha raggiunto Paula a Parigi.

## Produzione
(Éric Lartigau)
La protagonista Louane Emera, al suo esordio cinematografico, è stata scelta direttamente dal regista, dopo che un provino su 80 candidate adolescenti non è servito a individuare un soggetto adatto: nessuna di coloro che superano la selezione ha la voce giusta. Su consiglio di un amico, il regista segue la trasmissione TV The Voice dedicata ai giovani talenti del mondo della canzone, e sceglie infine Louane: una decisione vincente, dal momento che l'attrice si aggiudica con questa interpretazione il premio César.
La parte esige che l'attrice impari la lingua dei segni; le lezioni impegnano in maniera intensiva Louane Emera, quattro ore al giorno per oltre quattro mesi. Secondo l'attrice francese sorda Emmanuelle Laborit, il film ha creato degli stereotipi negativi alla comunità, alla cultura ed all'identità.

## Accoglienza

### Critica
Secondo The Guardian il film è un insulto alla comunità sorda. Per il Premiere è stato irrispettoso nei confronti della cultura sorda e della lingua dei segni francese. Una giornalista sorda britannica ha dato un giudizio negativo. Secondo alcuni dirigenti delle associazioni sordi, il film non rispecchia la realtà dell'identità sorda. Secondo WebSourd il film ha suscitato un grande malumore nelle comunità sorde francesi.

## Riconoscimenti
- 2015 - Premio César
  - Miglior promessa femminile a Louane Emera

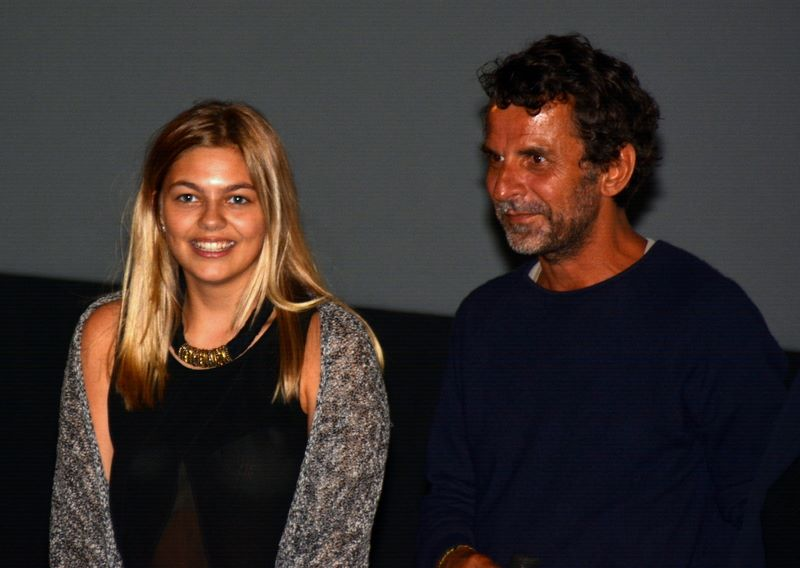
Louane Emera ed Eric Lartigau ad un evento di promozione nel 2015

  - Candidatura a miglior film
  - Candidatura a miglior attore protagonista a François Damiens
  - Candidatura a migliore attrice protagonista a Karin Viard
  - Candidatura a miglior attore non protagonista a Éric Elmosnino
  - Candidatura a migliore sceneggiatura originale a Victoria Bedos, Stanislas Carré de Malberg, Éric Lartigau e Thomas Bidegain
- 2015 - Premio Lumière
  - Miglior attrice a Karin Viard
  - Miglior rivelazione femminile a Louane EmeraLouane Emera ed Eric Lartigau ad un evento di promozione nel 2015
  - Candidatura a miglior film a Éric Lartigau
  - Candidatura a migliore sceneggiatura a Victoria Bedos, Stanislas Carré de Malberg, Éric Lartigau e Thomas Bidegain
- 2015 - Sarlat Film Festival
  - Salamandre d'or a Eric Lartigau
- 2016 - Premio Magritte
  - Miglior film straniero in coproduzione